# Шевляков, Устин Петрович
Устин Петрович Шевляков — советский хозяйственный, государственный и политический деятель.

## Биография
Родился 30 мая (11 июня) 1899 года в селе Хмелевое, ныне Фатежского района Курской области. До 1917 года работал в хозяйстве родителей. В 1917—1918 годах — счетовод в кредитном сельскохозяйственном товариществе в своём селе.
С 1918 года в Красной Армии, воевал на латвийском и польском фронтах Гражданской войны. После демобилизации в 1922 году вернулся в Хмелевое.
С 1926 года торговый инспектор Курского губисполкома.
Окончил Московский нефтяной институт им. И. М. Губкина (1937).
В 1937—1961:
- 1937—1940 на заводе № 96 «Заводстрой» (позже «Капролактам», г. Дзержинск Горьковская обл.): начальник монтажного участка, начальник смены цеха № 6.
- март 1940—1943 секретарь Дзержинского горкома ВКП(б), первый секретарь Калининского райкома партии города Дзержинска,
- 1943—1960 первый секретарь Дзержинского городского комитета ВКП(б)/КПСС.

Делегат XIX, XX, XXI съездов КПСС.
Умер в Дзержинске 30 сентября 1980 года.

## Награды
Награждён двумя орденами Трудового Красного Знамени (17.11.1943;1958). Почётный гражданин города Дзержинска